# 니컬러스 콜라샌토
니컬러스 콜러샌토(Nicholas Colasanto, 1924년 1월 19일 ~ 1985년 2월 15일)는 미국의 배우, 텔레비전 감독이다.

## 작품 목록

### 영화 출연
- 팻 시티 (1972)
- 가족 음모 (1976)
- 분노의 주먹 (1980)

### 텔레비전 출연
- 도망자 (1966)
- 첩보원 0011 (1966)
- FBI(영어판) (1966-71)
- 제5전선 (1967)
- 아이언사이드 (1967)
- 매닉스 (1968)
- 하와이 파이브-O (1969-70)
- 샌프란시스코 수사반 (1973)
- 치어스 (1982-85)

### 텔레비전 연출
- 게리슨 유격대 (1967-68)
- 아이언사이드 (1968)
- 보난자 (1972)
- 형사 콜롬보 (1972-74)
- 샌프란시스코 수사반 (1975)
- 특수기동대 (1976)
- 기동순찰대 (1977)